# Abdulla Essa Al-Falasi
Abdulla Essa Al-Falasi (ur. 6 maja 1977) – emiracki piłkarz występujący podczas kariery na pozycji obrońcy.

## Kariera klubowa
Podczas piłkarskiej kariery Al-Falasi występował w Al-Wasl Dubaj. Z Al-Wasl dwukrotnie zdobył Mistrzostwo Zjednoczonych Emiratów Arabskich w 1997 i 2007 i Puchar Emira w 1997.

## Kariera reprezentacyjna
Al-Falasi występował w reprezentacji ZEA w latach 1997-2004. 
W 1997 roku uczestniczył w Pucharze Konfederacji. Na tej ostatniej imprezie był rezerwowym i nie wystąpił w żadnym meczu. W 2004 roku uczestniczył w eliminacjach do Mistrzostw Świata 2006.